# Nějva
Nějva (rusky Нейва) je řeka ve Sverdlovské oblasti v Rusku. Je 294 km dlouhá. Povodí má rozlohu 5 600 km².

## Průběh toku
Pramení na východních svazích Středního Uralu. Na horním toku se nachází řada jezer a přehradních nádrží o celkové rozloze 72,4 km². Na dolním toku teče přes Západosibiřskou rovinu. Ústí zleva do Nici (povodí Obu).

## Vodní režim
Zdrojem vody jsou převážně sněhové srážky. Průměrný roční průtok vody u města Alapajevsk činí přibližně 10 m³/s. Zamrzá v listopadu a rozmrzá v dubnu.
Průměrné měsíční průtoky řeky ve stanici Cheremshanka (172 km od ústí) v letech 1940 až 1989:

## Využití
Využívá se na zavlažování. Leží na ní města Něvjansk, Alapajevsk a sídlo městského typu Věrch-Nějvinskij.